# Liste der Amtmänner des Sechsämterlandes
Die Liste der Amtmänner des Sechsämterlandes stellt die wichtigsten Amtmänner des Sechsämterlandes, einer politischen Gliederung, zuletzt des Markgraftums Brandenburg-Bayreuth, vor.

## Geschichtlicher Hintergrund
Bereits die Burggrafen von Nürnberg bauten ihren Einfluss im späteren Sechsämterland beständig aus und teilten ihren Besitz in Ämter ein. Sie drängten damit vor allem den Einfluss der Vögte von Weida und Plauen und den der reichsfreien Ritterschaft, später im Ritterkanton Gebürg organisiert, sukzessive immer weiter zurück. Die Vogtländische Ritterschaft waren nurmehr Landsassen mit einzelnen Privilegien ihrer Rittergüter. Aus der Burggrafschaft der fränkischen Hohenzollern entwickelte sich das Markgraftum Brandenburg-Kulmbach mit Sitz auf der Plassenburg und schließlich das Fürstentum Bayreuth, welches zusammen mit dem Fürstentum Ansbach 1791 an Preußen verkauft wurde.
Das Sechsämterland umfasste die Ämter Hohenberg mit der Burg Hohenberg, Kirchenlamitz mit der Burg Epprechtstein, Selb, Thierstein mit der Burg Thierstein, Weißenstadt zunächst mit dem Rudolfstein und Wunsiedel mit der Stadtburg. Die Stadt Wunsiedel war zuletzt ab 1613 Sitz des Amtshauptmannes.

## Liste der Amtmänner des Sechsämterlandes
Die Amtmänner von Hohenberg verfügten über ein umfassendes Geleitrecht, welches sich nach dem Landbuch der Sechsämter von 1499 beginnend mit Wunsiedel, aber auch Eger bis nach Kemnath, Weiden und Bärnau im Süden, Adorf im Norden und Haslau oder Wildstein im Osten erstreckte.

### Amtmänner von Hohenberg
- Rüdiger von Sparneck 1341–1348
- Albrecht Nothaft 1360
- Heinrich Schirntinger 1376
- Hans von Sparneck 1388[2]
- Irmfried von Seckendorff 1393–1394
- Heinrich Rauschengrüner 1397–1398
- Mathes Walmann 1401 und 1415
- Günter Graf von Schwarzburg 1408
- Heinrich und Jan von Feilitzsch 1413–1416
- Apel Vitzthum der Ältere 1417, 1422 († 1425), war 1422 an einem Landfriedensbündnis zwischen Kurfürst Friedrich von Brandenburg und den Landgrafen Friedrich der Ältere, Wilhelm und Friedrich der Jüngere von Thüringen beteiligt
- Konrad von Truchseß 1423, 1426–1430 – Truchseß von Wetzhausen ?
- Conrad von Lüchau 1431–1432
- Hans von Kotzau 1433–1445 († nach 1468), beteiligt an der Abwehr der Hussiten
- Erhard von Kotzau[3] 1433, 1436
- Erhard Gefeller 1437
- Friedrich von Kotzau[4] 1450
- Fritz von Waldenfels 1446–1448 († 1450), geriet durch die Waldenfelser Fehde in Lehensabhängigkeit, wurde aber mit der Position des Amtmannes belohnt
- Konrad von Zedtwitz 1448–1449
- Erhard von Zedtwitz 1457
- Jobst von Schirnding 1451, 1455, 1459–1482, drängte im Bayerischen Krieg (1459–1463) die Böhmen am Katharinenberg bei Wunsiedel zurück
- Balthasar von Schirnding 1465
- Niklas von Schirnding 1482–1499
- Heinz von Schirnding 1501–1504, 1518, 1524
- Heinrich von Schirnding 1517–1518, 1525
- Moritz von Schirnding 1527–1546
- Wolfgang von Wirsberg 1550, 1552
- Simon Lampe 1552
- Friedrich Sittig von Schirnding 1554–1556, Hauptmann der vier Ämter Hohenberg, Wunsiedel, Thierstein, Weißenstadt
- Georg Friedrich von Schirnding 1556
- Nickl Stolz von Sinsdorf 1556
- Jobst von Mangold (?) 1556
- Martin Herdegen (Amtsverweser) 1549–1554, 1557
- Gilg Herdegen (Amtsverweser) 1563, 1568
- Wolf Christoph von Redwitz 1557, 1560
- Wilhelm von Redwitz 1556, 1558–1562
- Wilhelm von Liechtenstein auf Hohenstein 1566–1568
- Christoph von Rotschütz 1569–1582
- Fabian von Quas 1568, 1580–1582, 1590–1593
- Peter See (Amtsverweser) 1585
- Friedrich Werner (Amtsverweser) 1581–1593
- Balthasar von Veldhausen 1593–1594, 1597
- Melchior Ziemetshauser 1594–1597
- Albrecht von Haberland 1599–1604
- Erich Öbitzer 1606
- Wolf Adam von Steinau 1608–1612

### Amtmänner von Kirchenlamitz/Epprechtstein
- Arnolt von Hirschberg 1401
- Balthasar und Caspar von Waldenfels 1413
- Otto und Albrecht von Wallenrode 1415
- Heinz Ochs 1463
- Hans Roder 1468
- Hans von Tannberg 1486
- Konrad Rabensteiner zu Döhlau († 1521)
- Alexander Rabensteiner zu Döhlau[5] 1521
- Melchior Rabensteiner zu Döhlau 1530?
- Kunz von Wallenrode 1533
- Balthasar Rabensteiner[6] 1544–1546
- Asmus Rabensteiner[7] 1548
- Georg Wolf von Kotzau 1553 († 1560)
- Hans Gangolf von Witzleben 1557
- Hans Fabian von Reitzenstein 1566
- Fabian Quast 1572
- Christoph von Eckersberg 1587
- Georg Heinrich von Eckersberg 1597
- Matthias von Thermo 1603

### Amtmänner von Selb
- Kunz von Lüchau bis 1483
- Sittich von Zedtwitz 1483
- Christoph von Eckersberg
- Georg Heinrich von Eckersberg

### Amtmänner von Thierstein
- Jan Rabe 1396–1405
- Heinz und Hans von Posseck, Heinrich von Bresenicz 1406
- Jan de Berge 1408–1409
- Hans von Wolfframsdorf 1413
- Heinrich und Hans von Posseck 1413
- Nickel d. J. und Heinrich Forster 1418
- Oswalt von Truhendingen († um 1424), beteiligt am Landfriedensbündnis von 1422
- Ulrich von Kinsperg ca. 1429
- Hans von Wolfframsdorf ca. 1430
- Nickel und Erhart von Raitenbach 1459
- Friedrich von Dobeneck ca. 1460–1473, brannte 1462 im Bayerischen Krieg (1459–1463) das Dorf nieder
- Wilhelm von Schirnting 1474–1499
- Ulrich von Zedtwitz 1504
- Christoph von Beulwitz 1514–1531
- Hans Ochs, Amtmann in Wunsiedel, Amtsverweser in Thierstein 1536
- Moritz von Schirnding, Amtmann in Hohenberg, Amtsverweser in Thierstein 1537
- Wolf Adolf von Waldenfels zu Wartenfels 1541
- Sigmund von Feilitzsch
- Friedrich Sittich von Schirnding, Hauptmann der vier Ämter Hohenberg, Wunsiedel, Thierstein, Weißenstadt 1554
- Beringer von Kotzau 1562 († 1575)

### Amtmänner von Weißenstadt/Rudolfstein
Die Amtmänner hatten um 1500 das Geleitrecht durch die Torfmoorhölle.
- Hans von Hirschberg 1376–1386
- Arnold von Hirschberg 1398
- Hans von Hirschberg 1402
- Hermann von Hirschberg 1406–1426
- Hans von Hirschberg, 1460
- Hans von Hirschberg † 1503
- Wolf von Hirschberg † 1505
- Götz von Hirschberg 1516–1528
- Ernst Gottfried von Hirschberg 1529–1541
- Wolf von Wirsberg 1545
- Friedrich Sittig von Schirnding († 1577), Hauptmann der vier Ämter Hohenberg, Wunsiedel, Thierstein, Weißenstadt

### Amtmänner und Hauptmänner von Wunsiedel
- Hans von Kotzau († nach 1468)
- Alexander von Lüchau († vor 1530)
- Friedrich Sittig von Schirnding († 1577), Hauptmann der vier Ämter Hohenberg, Wunsiedel, Thierstein, Weißenstadt, Epitaph in der Kirche von Arzberg
- Christoph Heinrich von Zedtwitz 1576–1579
- Hans Joachim von Warnstätt 1596–1598
- Josua von Puttkamer 1601–1603
- Friedrich von Termo 1604–1612
- Georg Heinrich von Eckersberg († 1636)
- Christoph Heinrich Müffling genannt Weiß[8]
- Jobst Bernhard II. von Lindenfels, ab 1685
- Leo Bernhard von Lindenfels († 1742)